# Zosterops virens
El anteojitos de El Cabo (Zosterops virens) es una especie de ave paseriforme de la familia endémica del África austral.

## Taxonomía
Existen dos subespecies:

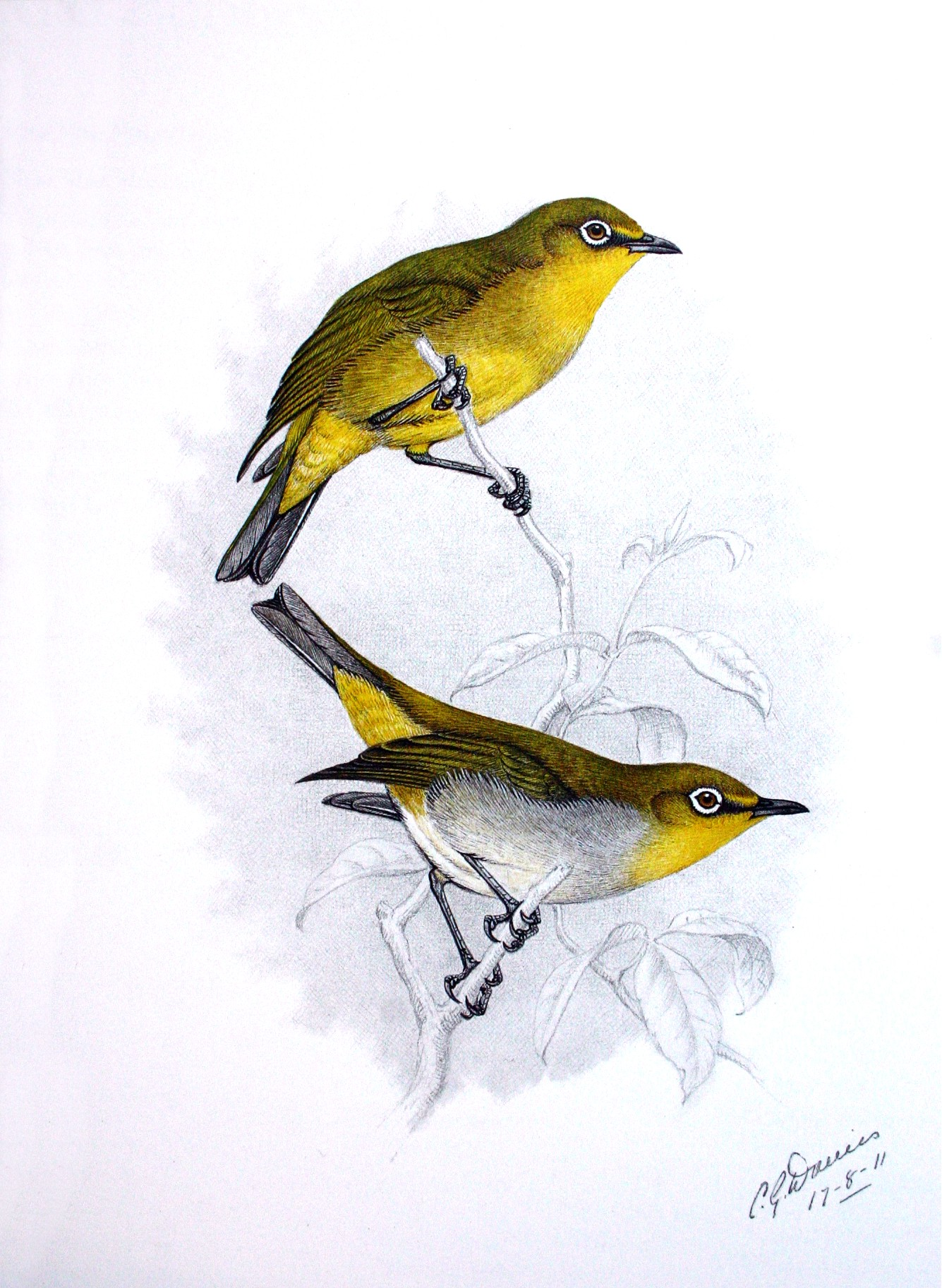
Subespecie virens (arriba), capensis (abajo).

- Zosterops virens virens - ocula el suroeste de Mozambique, Suazilandia y el este de Sudáfrica;
- Zosterops virens capensis - se extiende desde el sudeste de Botsuana al norte y sudoeste de Sudáfrica.

Las poblaciones de anteojitos occidentales, que anteriormente se consideraban conespecíficas ahora se consideran una especie separada, el anteojitos del Orange (Zosterops pallidus).

## Descripción
Es un pájaro que mide unos 12 cm de largo, con alas redondeadas, patas fuertes y un llamativo anillo ocular blanco, compuesto por pequeñas plumas. Sus partes superiores son de color verde, y tienen la garganta amarilla. Los miembros de la subespecie virens tienen el pecho y el vientre de color amarillo verdoso, mientras que los miembros de capensis tienen el pecho y el vientre grises.
Son aves muy vocales, que permanecen en contacto constantemente piando notas de tipo pii, prii o pirrii. También emiten un canto complejo y melodioso.

## Comportamiento
Es una especie sociable que forma grandes bandadas fuera de la temporada de cría. Construye un nido en forma de cuenco en los árboles, donde pone 2-3 huevos azules y sin motas. Incuba los huevos durante 11–12 días, y los polluelos tardan en desarrollarse otros 12–13. Su época de cría transcurre principalmente entre septiembre y diciembre.
El anteojitos de El Cabo se alimenta principalmente de insectos, aunque también come flores, néctar, frutos y semillas.